# Guichlag (Khodjaly)
Guichlag est un village de la région de Khodjaly en Azerbaïdjan.

## Population
Elle compte 202 habitants en 2005.
Sur le territoire de la maison-musée de Nicolas Douman dans le village de Tsaghkashat en Askeran se tient un festival du Djingialov Hac (pain et légumes), de tous les chefs du Haut-Karabagh  qui s'affrontent pour préparer les meilleurs plats de la cuisine de l'Artsakh.